# Суєрська
Сує́рська (рос. Суерская) — присілок у складі Леб'яжівського округу Курганської області, Росія.
Населення — 118 осіб (2010, 160 у 2002).